# Cercopithecus pogonias
Cercopithecus pogonias (Мавпа чубата) — вид приматів з роду Мавпа (Cercopithecus) родини мавпові (Cercopithecidae).

## Опис
В даний час цей вид включає в себе сім різних підвидів, які розрізняються місцем проживання і, в малій мірі, зовнішнім виглядом. Тим не менш, вони, як правило мають дрібно плямисте коричневий і сіре хутро, яке стає чорним на низу кінцівках і на нижній частині довгого хвоста. Круп, живіт і внутрішні поверхні ніг золотисто-жовті. Область навколо очей синя, морда рожева. Хутро навколо лиця жовтого кольору і характерними є  широкі чорні смуги від кутів очей до вух і через середину лоба, де темне хутро утворює невеликий гребінь. Самці мають довжину тіла 50-66 см, самиці максимум 46 см. Хвіст 50-87 см. Вага коливається в межах 2-6 кг, самці важчі.

## Поширення
Країни поширення: Ангола, Камерун, Центральноафриканська Республіка, Конго, Демократична Республіка Конго, Екваторіальна Гвінея, Габон, Нігерія, Руанда, Уганда. Проживає до висоти приблизно 1250 м над рівнем моря. Пов'язаний з низовинними тропічними лісами, особливо первинними високими лісами, але також можуть бути знайдені в зрілих вторинних лісах передгірних і гірських лісах.

## Стиль життя
Вид денний і деревний. Живе в групах від 8 до 20 тварин, як правило, у складі одного самця, кількох самиць і потомства. Живуть високо під пологом лісу. C. pogonias є гнучким видом, здатним стрибати на великі відстані між деревами. Групи дуже галасливі. Взагалі, тільки домінуючі самці здатні створювати групи, тому більшість самців ведуть самотнє життя з обмеженим соціальним контактом. Може вступати в асоціацію з іншими видами. Раціон в основному складається з фруктів, але комахи також часто споживаються, разом з невеликими кількостями листя. На відміну від більшості мавп, популяції C. pogonias в північних частинах ареалу роблять довгі міграції, щоб знайти сезонно рясні запаси продовольства.
Розмноження, ймовірно, відбудеться протягом року, самиці народжують одне маля після періоду вагітності близько п'яти місяців.

## Загрози та охорона
Загрозами в частинах ареалу є знищення природного середовища існування через збезлісення, сільське господарство та людські поселення, також полювання на м'ясо є в більшій частині ареалу.
Цей вид занесений в Додаток II СІТЕС. Цей вид зустрічається в кількох природоохоронних територіях.